# 1676 в Україні

## Пам'ятні дати та ювілеї
- 650 років з часу укладення між князями Ярославом Мудрим та Мстислава Хороброго угоди, за якою Мстислав отримав у правління лівобережжя Дніпра. Княжим містом Мстислава був Чернігів у 1026 році.
- 600 років з часу зведення на київський престол князя Всеволода Ярославича після смерті його брата Святослава Ярославича у 1076 році.
- 600 років з часу створення «Ізборника» для князя Святослава Ярославича у 1076 році.
- 450 років з часу міжусобної війни між князями Олегом Курським та Михайлом Всеволодовичем за Чернігів, яку виграв останній у 1226 році.
- 300 років з часу захоплення Любартом Гедиміновичем галицького князівського престолу у 1376 році.
- 275 років з часу підпорядковання Київській митрополії Галицької у 1401 році.
- 150 років з часу загарбання західної частини Закарпаття австрійськими Габсбургами, а східної — Трансильванським князівством у 1526 році.
- 100 років з часу заснування Острозької школи — першого навчального закладу університетського рівня на території України у 1576 році.
- 50 років з часу походу флотилії гетьмана Михайла Дорошенка на Трапезунд, Синоп і Самсонів (Самсун).
- 50 років з часу заснування Немирівського церковного братства для боротьби проти католизації і ополячення.
- 25 років з часу, як:
  - війська під проводом Богдана Хмельницького зазнали поразки в Битві під Берестечком 28 червня 1651 року.
  - відбулася Битва під Лоєвом 6 липня 1651 року.
  - відбулася Битва під Білою Церквою, що не визначила переможця 23 — 25 вересня 1651 року.
  - Гетьман Богдан Хмельницький підписав з поляками Білоцерківський мирний договір 28 вересня 1651 року.

### Видатних особистостей

#### Народились
- 600 років з дня народження (1076 рік):
  - Мстислав I Володимирович (Великий) — Великий князь Київський; син Володимира II Мономаха та Ґіти — дочки англійського короля Гарольда II, останній князь, що утримував єдність Київської держави.
- 150 років з дня народження (1526 рік):
  - Костянтин Василь Острозький — воєнний, політичний і культурний діяч Великого Князівства Литовського, воєвода Київський, маршалок Волинський, засновник Острозької академії, видавець Острозької Біблії; син гетьмана Костянтина Острозького.
- 25 років з дня народження (1651 рік):
  - Димитрій Туптало (Данило Савич Туптало) — український та російський церковний діяч, вчений, письменник і проповідник, богослов.

#### Померли
- 600 років з часу смерті (1076 рік):
  - київського князя Святослава Ярославича (Святослава II) — князя чернігівського (1054—1073 рр.), великий князь київський (1073-76 рр.); син Ярослава Мудрого. 942 роки тому, в 49 років (нар. 1027 р.).
- 100 років з часу смерті (1576 рік):
  - Богдан Ружинський — низовий запорозький гетьман (1575—1576).

## Події
- весна — початок Московсько-турецької війни (1676—1681 років).
- Битва під Войниловим
- вересень — захоплення військами лівобережного гетьмана Івана Самойловича разом із моковськими Чигирина в ході Чигиринських походів.
- 19 вересня — відмова Петра Дорошенка від гетьманства через те, що не зміг утримати Чигирин і здав місто військам Івана Самойловича і Григорія Ромодановського (був вивезений до Москви).
- Битва під Журавним
- 17 жовтня — укладення у Журавному (нині — Жидачівський район Львівської області) Журавненської мирної угоди між Річчю Посполитою та Османською імперією, за яким Поділля залишалось у складі Османської імперії, значна частина Правобережної України (за винятком колишніх Білоцерківського і Паволоцького полків) визнавалася козацькою територією під управлінням гетьмана Петра Дорошенка і скасовувалася щорічна данина Речі Посполитої.
- Жовтень — завершення польсько-турецької війни за Правобережну Україну.

## Особи

### Народились
- Дорофей Короткевич — український релігійний діяч доби Гетьманщини, Єпископ Відомства православного сповідання Російської імперії, митрополит Смоленський і Дорогобужський.

### Померли
- Самуель Лещинський — польський шляхтич, магнат, військовик, урядник, державний і політичний діяч Речі Посполитої, Луцький стороста.
- Ян (Януш) Потоцький — польський шляхтич, військовик та урядник Корони Польської в Речі Посполитій, Брацлавський воєвода.

## Засновані, створені
- Томашівка (Фастівський район)

## Зникли, скасовані
- Черкаський полк
- Смілянська сотня (Чигиринський полк)